# Heures de Marguerite de Foix
Les Heures de Marguerite de Foix sont un livre d'heures à l'usage de Paris, enluminé en France vers 1470-1480 pour Marguerite de Foix, duchesse de Bretagne et femme de François II de Bretagne. Il est actuellement conservé au Victoria and Albert Museum de Londres sous la cote Salting 1222.

## Historique
Le manuscrit contient plusieurs indications sur l'identité de son premier propriétaire. Deux armoiries en partie effacées sont représentées aux folios 21 verso, 47 et 227 : les hermines de Bretagne parti des armes de la maison de Foix. Par ailleurs, il existe, en toute fin d'ouvrage, une prière en faveur de François duc de Bretagne et de sa femme Marguerite (f.225). Cette prière mentionne aussi leur fille Anne de Bretagne, ce qui indique que cette mention a été ajoutée après sa naissance en 1477, sur un feuillet alors resté vierge. Elle arrive après l'invocation d'un grand nombr de personnage bibliques ayant tous pour point commun leur naissance miraculeuse et difficile à un âge avancé pour leurs parents : Isaac, fils d'Abraham et de Sarah, Samuel, fils de Hannah et d'Elkanah d'Ephraïm, saint Jean Baptiste, fils d'Élisabeth, et la Vierge Marie, fille de sainte Anne. C'est un  moyen d'appuyer la volonté du couple ducal d'obtenir un hériter mâle. Cette requête est appuyée, toujours dans cette prière, par une autre invocation à de nombreux saints bretons. 
Par la suite, le manuscrit a appartenu à Hippolyte d'Argentré, seigneur de Betton, au XVIIe siècle dont on trouve l'ex-libris au folio 228. Il est le petit-fils de Bertrand d'Argentré, l'historien et juriste, qui a hérité de la bibliothèque de son grand-oncle Pierre Le Baud, aumonier d'Anne de Bretagne, fille de Marguerite de Foix : le manuscrit aurait pu suivre cet héritage. Un autre ex-libris est celui de Pierre Dumolinet, qui pourrait être un commissaire général en Bretagne pour la réformation des forêts. Il est ensuite dans les collections du marchand et collectionneur parisien Frédéric Spitzer (1815-1890). Lors de la vente de ses collections après sa mort, en 1893, il est acquis par le collectionneur britannique George Salting (en) (lot 3015). Ce dernier le lègue avec une partie de sa collection d'arts décoratifs au Victoria and Albert Museum en 1909.

## Description

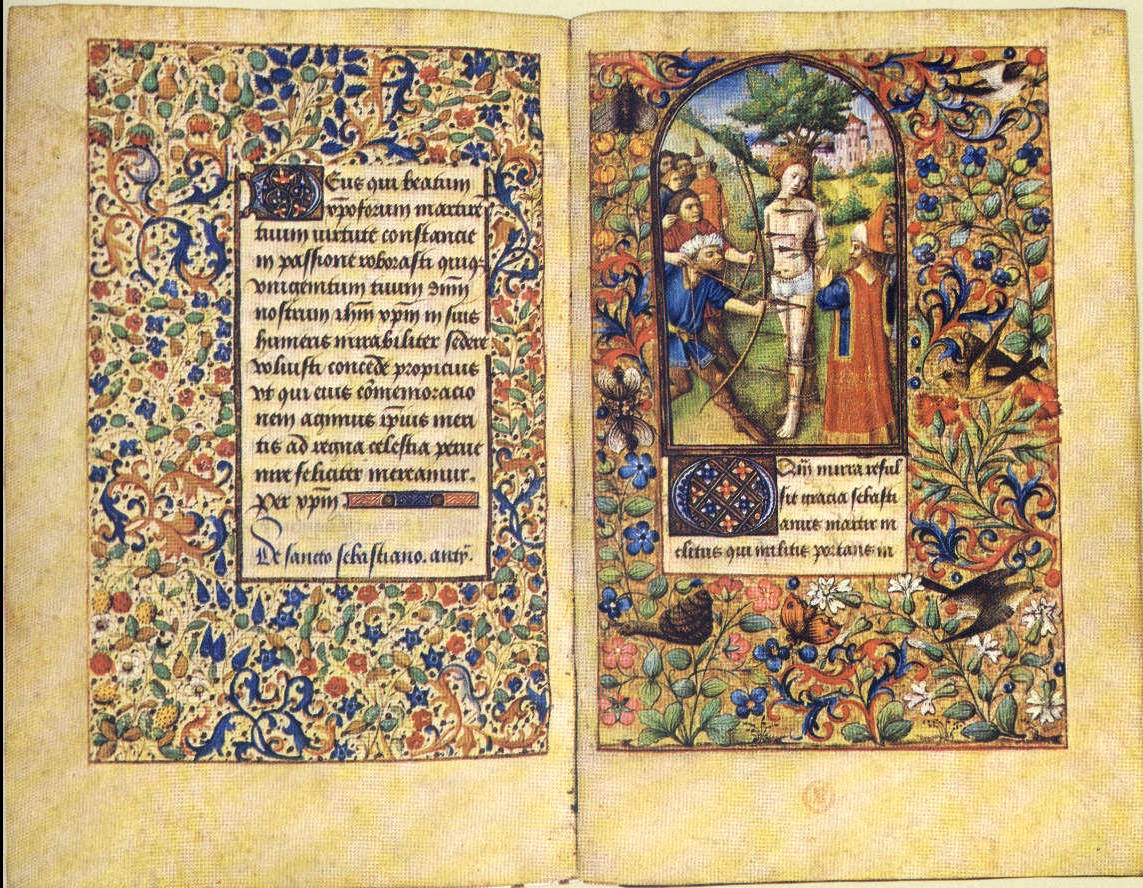
Suffrage de saint Sébastien.

### Texte
Le manuscrit contient des heures à l'usage de Paris, avec les chapitres suivants : 
- Calendrier en français, f.1-12
- Péricopes des évangiles, f.13-21
- Prières à la Vierge (Obsecro Te), f.22-32
- Heures de la Vierge à l'usage de Paris, f.33-98
- Psaumes pénitentiels, f.99-124 dont les litanies (f.113-119)
- Heures de la Croix, f.125-134
- Heures du Saint-Esprit, f.135-143
- Office des morts, f.144-199
- Suffrages, f.200-222
- Prière de supplique pour un héritier mâle, f.223.-225. Une autre prière a été ajoutée à la fin du XVe ou au début du XVIe siècle (f.227).

### Décoration
Il est décoré de 24 miniatures placées dans le calendrier, 12 grandes miniatures dans le reste du texte ainsi que 23 miniatures sur demi-pages et 2 petites miniatures dans le texte. Plusieurs villes ont été avancées dans l'Ouest de la France comme lieu de fabrication de l'ouvrage : Rennes par Eberhard König tout d'abord puis Watson et plus récemment Nantes.

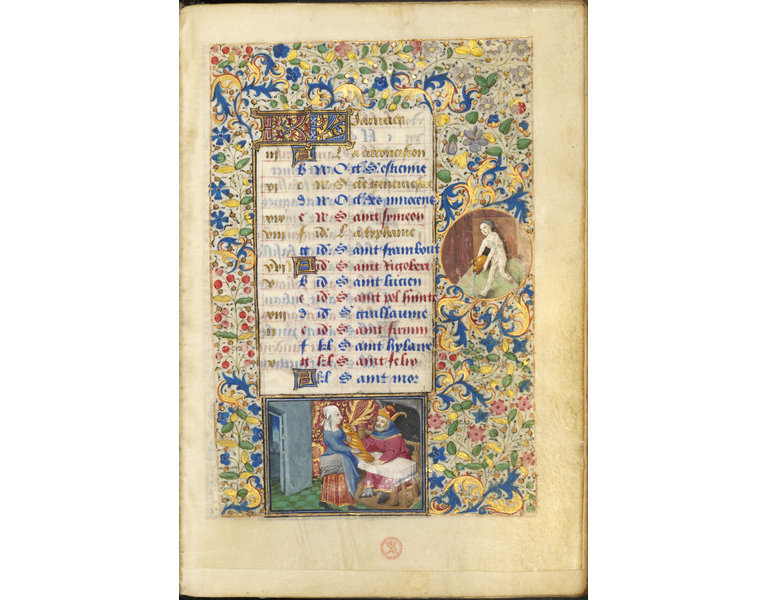
Calendrier, janvier, f.1
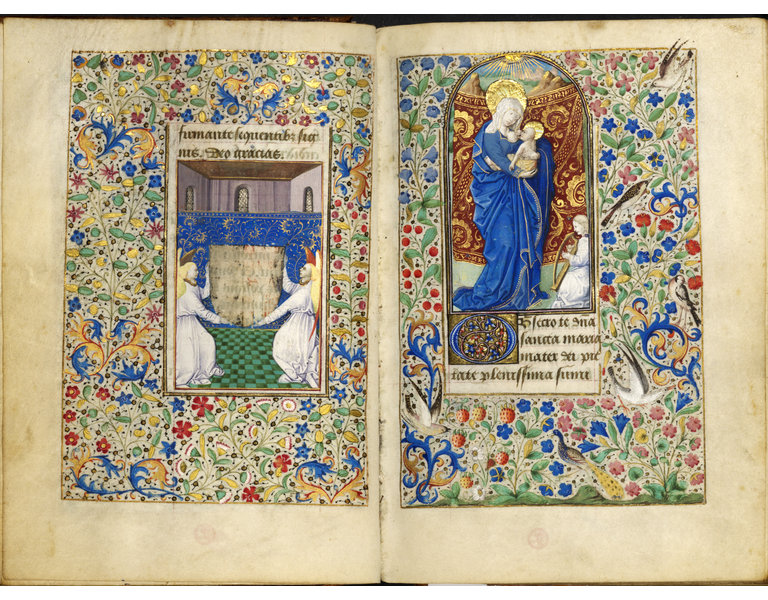
Anges portant un écu (effacé) et Vierge à l'Enfant, f.21v.-22r.
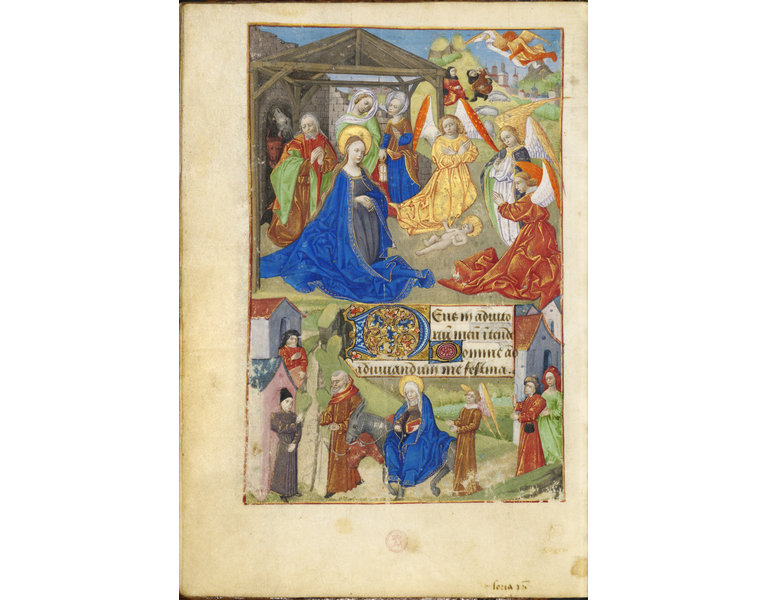
Nativité, f.60v.
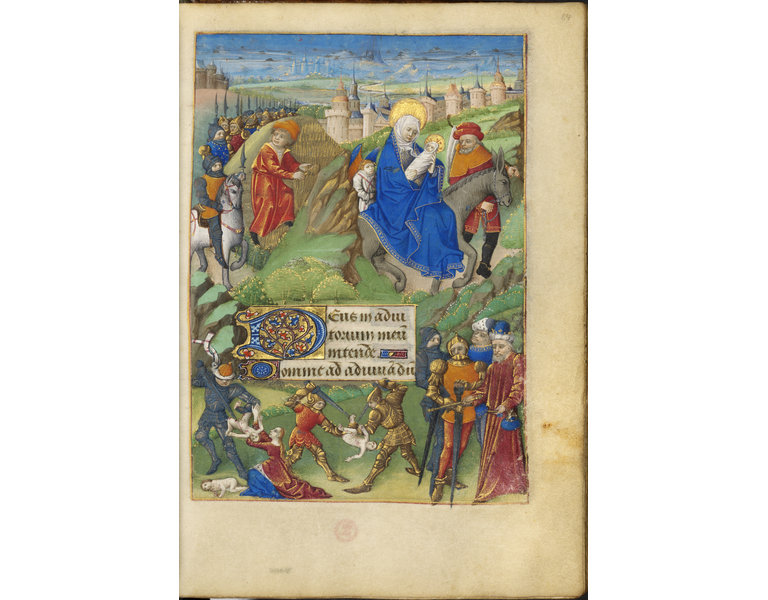
Fuite en Egypte,f.84v.